# Смертельное влечение
«Смертельное влечение» (англ. Heathers) — американская комедия «чёрного юмора», снятая в 1988 году Майклом Леманном, для которого этот фильм стал дебютным. В главных ролях — Кристиан Слейтер, Вайнона Райдер и Шеннен Доэрти. Оригинальным названием фильма является слово «Heathers», которое подразумевает имя Хезер во множественном числе. Во многих странах фильм известен под совершенно другими названиями. В рекламном трейлере фильм шёл под названием «Смертельная привлекательность» (англ. Lethal Attraction).
Хотя фильм провалился в прокате, ему удалось стать культовой классикой и собрать неплохую прибыль от продаж на видео. В 1990 году Майкл Леманн и Денис Ди Нови получили премию Независимый дух в номинации «Лучший дебютный фильм», а сценарист Дэниэл Уотерс — Премию Эдгара Аллана По. В 2006 фильм занял 5-е место в списке «50 Лучших Фильмов о Старшей школе» в журнале «Entertainment Weekly», а в 2008—412-е место в списке «500 величайших фильмов всех времён» в журнале «Empire».

## Сюжет
В Старшей Школе Вестербёрг в вымышленном городе Шервуд в штате Огайо трио выпускниц с одинаковыми именами — Хэзер Чендлер (Ким Уолкер), Хэзер Макнамара (Лизанн Фолк) и Хэзер Дюк (Шэннен Доэрти), — пользуются популярностью и авторитетом. Этой троице прислуживает Вероника Сойер (Вайнона Райдер), которая является отличницей, и Хэзер используют её для собственных нужд, а взамен Вероника разделяет их популярность и не числится аутсайдером. В школе появляется новый ученик Джейсон «Джей-Ди» Дин (Кристиан Слейтер), отец которого владеет строительной компанией, и поэтому Джейсон часто меняет школы. Вероника, кратко с ним пообщавшись, испытывает к нему симпатию, которую не портит даже тот факт, что когда школьные хулиганы Курт Келли (Лэнс Фентон) и Рэм Суини (Патрик Лаборто) угрожали Джейсону (увидев, что он положил глаз на Веронику), тот выстрелил в них из пистолета холостыми патронами. Через какое-то время Вероника ссорится с Чендлер, когда та привела её на элитную вечеринку в местный колледж, но Вероника пришла в уныние от тамошнего общества и её вытошнило. Чендлер грозится на следующий день рассказать всей школе о поведении Вероники и даёт той понять, что больше она не сможет разделять их популярность. Позже, изливая душу своему дневнику, Вероника в отчаянии приходит к выводу, что её жизнь до дружбы с тремя Хезер была значительно лучше, чем теперь. Неожиданно к ней на помощь приходит Джейсон, чья моральная поддержка быстро перерастает во взаимную любовь. Вероника кается ему, что из-за дружбы с трио она теперь впустую тратит свои умственные способности. Джейсон предлагает Веронике подшутить над Чендлер, приготовив ей какой-нибудь коктейль из молока и апельсинового сока, от которого её тоже вырвет. Однако, Вероника по случайности берёт кружку, куда Джейсон раннее налил препарат бытовой химии (эту идею Вероника, по разумным причинам, отклонила). Джейсон это замечает, но Веронику не останавливает. Чендлер, выпив «коктейль», умирает. Вероника в панике, но Джейсон уговаривает её написать от лица Чендлер предсмертную записку о самоубийстве, подделав её почерк (Вероника умеет подделывать любой почерк, потому что часто делала за Хэзер домашние задания). В качестве причины смерти пара придумывает «легенду», что Чендлер переосмыслила свою жизнь и поняла, что даже будучи самой популярной девушкой в школе, она на самом деле очень несчастна. Из-за этого её смерть вызывает целый переполох. Ученики только и говорят про неё и вспоминают лишь самое хорошее, так как уверены, что Чендлер, согласно её «предсмертной записке», вовсе не была такой дурой, какой всем казалась. Вероника и Джейсон только посмеиваются, слушая всё это.
После похорон Чендлер Хэзер Макнамара приглашает Веронику на свидание с Куртом и Рэмом, которое полностью проваливается: Курт и Рэм так напиваются, что Вероника уходит от них. На следующее утро репутация Вероники в школе сильно испорчена: Курт и Рэм распустили слух о том, что у неё была с ними интимная связь в извращённой форме. Вероника и Джейсон тут же задумывают план, как их унизить. Вероника должна назначить им обоим свидание в лесу и уговорить раздеться, а затем в нужный момент подать Джейсону сигнал и тот выстрелит в них оглушающими пулями Ich lüge (на немецком — «Я лгу»), из-за которых те потеряют сознание. Вероника пишет от их имени записку, в которой они признаются во взаимной гомосексуальной любви и из-за этого хотят покончить с собой, затем, пообещав принять участие с ними в групповом сексе, приглашает парней в лес. После того, как оба приходят на место и раздеваются, Джейсон, по знаку Вероники, стреляет в Рэма и тот падает. Вероника стреляет в Курта, но промахивается и тот убегает. Джейсон бросается за ним, а Вероника осматривает Рэма и понимает, что пуля была настоящая. Курт, от страха теряющий ориентацию в пространстве, загнан Джейсоном обратно к Веронике, и та, уже скорее от страха, чем намеренно, выстреливает в него снова, на этот раз попав. Джейсон успокаивает её, убеждая, что эти двое были слишком маложелательными элементами для общества, и затем они разбрасывают вокруг различные улики: журнал для геев, конфеты, безделушки, записку, которую написала Вероника, а также портрет Джоан Кроуфорд и бутылку минералки (по словам Джейсона, в Огайо принято считать, что если мужчина не пьёт пиво, то он — гей). Из-за этого у полиции нет сомнений: парни были гомосексуалами и покончили с собой от нераздельной любви. Их смерть делает их не менее популярными, чем Чендлер. На похоронах Вероника и Джейсон еле сдерживают смех, слушая, как отец Курта говорит «Мой сын — гомосексуал, и я люблю его! Я люблю своего мёртвого сына-гея!».
После всего этого у школьников начинается мания покончить с собой оригинальными способами. Марта Даннсток, которая страдает в школе из-за своего избыточного веса, решает шагнуть на проезжую часть дороги, но выживает, хотя и с тяжёлыми переломами, из-за чего её гнёт ещё больше усиливается. Между тем отношения Вероники и Джейсона начинают давать трещину, так как теперь девушку начинает очень пугать его социопатический взгляд на мир, а также его странный отец, который получает удовольствие от просмотра видеозаписей, на которых его компания взрывает приготовленные к сносу здания. Выясняется, что мать Джейсона когда-то вошла в одно из таких зданий за минуту до взрыва, и все считали это несчастным случаем, но Джейсон уверен, что его мать просто не нашла другого выхода, чтобы сбежать от его отца. Тайно встретившись с Хэзер Дюк, он шантажирует её детской фотографией, на которой она запечатлена с Мартой Даннсток, которая в детстве была её подругой. Поскольку данное фото является ударом по теперешней репутации Дюк, Джейсон обещает отдать ей фото, но взамен она должна собрать подписи учеников якобы для петиции, чтобы рок-группа «Big Fun» устроила в их школе концерт, потому что в их репертуаре как раз есть песня «Teenage Suicide (Don’t Do It)» (рус. Подростковый суицид (Не делай этого)), которая в последнее время стала популярна в их городе. Дюк правдами и неправдами заставляет учеников подписать петицию. Тем временем, Хэзер Макнамара звонит анонимно на популярную радиопередачу, где рассказывает о том, что её все считают беззаботной, а на самом деле в её жизни множество несчастий. Её звонок случайно слышат Вероника и Хэзер Дюк. На следующий день Дюк разносит по всей школе весть о недугах Макнамары, из-за чего та доходит до отчаяния и пытается отравиться таблетками, но Вероника вовремя её останавливает, и между ними наконец-то начинается настоящая дружба. Между тем Дюк, которая раньше в их трио играла роль тихони, теперь начинает вести себя как Чендлер, и её отношения с Вероникой окончательно портятся. Тогда Джейсон, в отношениях с которым у неё тоже начинается разлад, предлагает убить Хэзер Дюк, но Вероника отказывается участвовать в дальнейших убийствах. Джейсон весьма непрозрачно намекает ей, что тоже умеет подделывать чужой почерк, и что может её повесить, написав её почерком предсмертную записку. Ночью Джейсон пробирается к ней домой и видит её повешенное тело. Думая, что Вероника мертва, он произносит монолог, рассказывая о своём новом плане. Все те подписи, что собрала Дюк, он собирается использовать для коллективной предсмертной записки учеников Вестербёрга, которые погибнут после того, как Джейсон заложит в школе бомбу. Джейсон уходит, после чего в комнату входит мама Вероники и тут выясняется, что Вероника не повесилась, а, обмотав себя простынёй, привязала к себе верёвку.
На следующий день Джейсон закладывает в котельной колледжа бомбу. Вероника следует за ним и захватывает его пистолет, требуя остановить часовой механизм. После отказа у них завязывается потасовка, в процессе которой Вероника отстреливает Джейсону средний палец, когда тот показывает ей непристойный жест. После она производит несколько выстрелов в Джейсона и тот, падая, отключает бомбу. Когда Вероника выходит из школы, она встречает Джейсона, который пока ещё жив. Джейсон показывает, что на нём бомба, и запускает таймер. В ответ на его вопрос «Теперь, когда ты мертва, что ты будешь делать со своей жизнью?», Вероника закуривает сигарету. Джейсон взрывает себя. Вероника, покрытая пеплом и окутанная дымом, идёт обратно в школу навстречу ученикам, которые выбежали на звук взрыва. Здесь она сталкивается с Хэзер Дюк и, намекнув ей, что отныне та не имеет никакой власти над Вероникой, отбирает у неё красный бант, который до этого носила Хэзер Чендлер. Повязав его себе в волосы, она видит Марту Даннсток в инвалидном кресле и подходит к ней с предложением потусить в ближайшие дни, потому что она «только что рассталась со своим парнем». Марта отвечает согласием, и они вдвоём, под удивлённый взгляд Дюк, идут дальше по коридору школы.

## Производство
Дэниэл Уотерс первоначально написал сценарий для Стэнли Кубрика (открывающая сцена фильма была написана, как дань фильму Кубрика «Цельнометаллическая оболочка»). Однако ему не удалось войти в контакт с режиссёром, поэтому он предложил сценарий Майклу Леманну, который согласился принять участие в проекте с продюсером Дениз Ди Нови. Множество актёров отвергли предложение сниматься из-за того, что сочли сюжет слишком мрачным. Среди кандидатур на роли Джейсона и Вероники были Брэд Питт и Дженнифер Коннелли. Питт проходил прослушивание, но его кандидатуру продюсеры сочли неподходящей, так как посчитали, что Джейсон в его исполнении будет казаться очень правильным. Коннели сама отвергла предлагаемую роль. Затем на роль Вероники была утверждена 16-летняя Вайнона Райдер, которая хотела сняться в фильме. Позднее контракт подписал Кристиан Слейтер. Роль Хэзер Макнамара предлагали 17-летней Хизер Грэм, но её родители не разрешили ей сниматься. На одну из ролей пробовались также Дрю Бэрримор и Джастин Бэйтман.
Съёмки фильма с февраля по март 1988 года и заняли 32 дня. Первый день съёмок пришёлся на День Покаяния, и самой первой снимали сцену, где Вероника и Хэзеры играют в крокет и обсуждают выходку Джейсона в столовой, когда он выстрелил в Рэма и Курта холостыми пулями. Между тем вступительная сцена-аллюзия, где Хэзеры пытаются попасть в голову закопанной по горло в землю Веронике, снималась самой последней, и на Лизанн Фолк, игравшей Макнамару, был надет парик, потому что к тому моменту она уже постриглась. 
В качестве старшей школы Вестерберг использовались три школы: средняя школа Джона Адамса (там снимали финальную кульминацию на крыльце), старшая школа Вердуго-Хиллс (сцены в спортзале, где также была установлена декорация комнаты Вероники) и Бриджская академия — хотя действие происходит в штате Огайо, все три школы расположены в штате Калифорния. Кухня Хэзер Чендлер, где происходит решающая сцена, когда Джейсон якобы случайно даёт Веронике чашку с очистным раствором, использовалась также для сцен сна Вероники, когда Джейсон притаскивает её на кухню Хэзер Дюк, но заметить схожесть в кадре очень тяжело, потому что эти сцены снимали с разных ракурсов и при различных цветовых освещениях.
В сцене сна Вероники, где Джейсон подчёркивает строки в книге Хэзер Дюк «Моби Дик», которые смогли бы объяснить причину её суицида без всякой предсмертной записки, первоначально должна была быть использована книга «Над пропастью во ржи», однако из-за авторских прав продюсеры не смогли получить права на её использование. Для двух актёров тема смерти в фильме вышла пророческой: Джереми Эпплгейт (его персонаж Питер Доусон говорит, что никогда не покончит с собой) застрелился в 34 года 23 мая 2000 года, Ким Уолкер (её героиня Хэзер Чендлер спрашивает у Хэзер Дюк: «У тебя была опухоль головного мозга на завтрак?») скончалась в 32 года от раковой опухоли головного мозга 6 марта 2001 года.
Кристиан Слейтер заявил, что для образа Джейсона Дина он скопировал мимику Джека Николсона. Слейтер даже написал ему письмо с просьбой посмотреть фильм, но ответа не последовало.
В сцене, где Джейсон произносит свой монолог перед Вероникой, которая, как он думает, повесилась, ноги, постоянно мелькающие на переднем плане, принадлежали не Вайноне Райдер, а дублёрше.

## Издания фильма

Джейсон (Кристиан Слейтер) и Вероника (Вайнона Райдер).

В конце 1980-х фильм вышел на VHS, принеся дополнительные доходы благодаря большим объёмам продаж и проката. В сентябре 1996 года фильм с восстановленным стереозвуком вышел laserdisc-изданием. В 1999 году фильм впервые вышел на DVD, новое издание вышло в 2001 году. В 2004 году состоялся ограниченный релиз издания с документальным фильмом «Swatch Dogs And Diet Cokeheads», в котором представлены интервью с создателями и актёрами фильма. В 2008 году фильм бы выпущен на Blu-ray.
В DVD-версии содержался альтернативный сценарий, отвергнутый «New World Pictures» как неприемлемый для молодёжной аудитории. В этой версии Джейсон погибает в котельной, а Вероника затем идёт по коридору школы и её показывают только со спины, что одновременно чередуется кадрами с часовым механизмом бомбы, которые всё ещё работает. Когда Вероника достигает дверей школы она поворачивается к зрителю и становится видно, что бомба (в этом варианте она была более гигантской и более сложной конструкции) привязана к её телу. Когда таймер показывает 0, экран затемняется, и Вероника говорит: «Бум». Затем раздаётся голос за кадром, который говорит «Какая потеря для всего человечества» (эту фразу произносят на протяжении фильма несколько персонажей, когда характеризуют смерти Чендлер, Рэма и Курта), затем показан променад, где танцуют и веселятся все ученики школы, среди которых появляются ранее погибшие персонажи (в их числе и сам Джейсон Дин). Последней показывают улыбающуюся Веронику. Всем весело и все вежливы друг с другом. Сцена подразумевала, что школа взорвалась и все, кто в ней был, погибли и теперь находятся в своеобразном рае, что чётко отражало слова Джейсона в финальной сцене о том, что «Небеса» — это единственное место, где могут уживаться социально-противоположные личности. Реплики Джейсона «Представь, что я взорву все школы», обращённые к Веронике в финальной сцене, в этом варианте сценария были текстом записки, которую Хэзер МакНамара и Бэтти Финн находят в школьном шкафчике Вероники.
Несмотря на внесённые изменения, фильм потерпел неудачу в прокате, собрав $1,1 млн. В документальном фильме Swatch Dogs and Diet Cokeheads провал в прокате объясняют плохо проведёнными маркетинговыми мероприятиями из-за финансовых проблем студии.

## В ролях
- Вайнона Райдер — Вероника Сойер
- Кристиан Слейтер — Джейсон Дин
- Шеннен Доэрти — Хезер Дюк
- Ким Уолкер — Хезер Чандлер
- Лизанн Фолк — Хезер Макнамара
- Пенелопа Милфорд — Полин Флеминг
- Гленн Шэдикс — отец Риппер
- Лэнс Фентон — Курт Келли
- Патрик Лаборто — Рэм Суини
- Джереми Эпплгейт — Питер Доусон
- Рене Эстевес — Бетти Финн
- Дженнифер Роудс — миссис Сойер

## Дальнейшие проекты
В июне 2009 года журнал «Entertainment Weekly», ссылаясь на Вайнону Райдер, заявил, что готовится к выходу сиквел, в котором главные роли сыграют всё те же Райдер и Слейтер (относительно её героини Райдер якобы заявила, что она будет подобна Оби-Вану Кеноби). Майкл Леманн опроверг всё это.
В августе 2009 «Sony Pictures Television» объявила, что готовит к запуску телеадаптацию, которая будет транслироваться на телеканале Fox, и которая будет представлять собой ремейк. Эти планы так и не были реализованы. Затем в сентябре 2012 года телеканал Bravo заявил, что снимет сиквел в виде телесериала, чьё действие должно было разворачиваться спустя 20 лет, когда Вероника возвращается домой с несовершеннолетней дочерью. Дочь Вероники сталкивается в местной школе с современным аналогом «Хэзер» «Эшли» — дочерьми Хэзер МакНамары и Дюк. Какое-либо участие Райдер и Слейтера в проекте не было запланировано. В августе 2013 года Bravo свернул разработку сериала.
В 2018 году премьера сериала-ремейка всё же состоялась. Из актёров оригинального фильма в нём появилась Шеннен Доэрти, сыграв покойную мать Джейсона. Сперва она появилась в пилотной серии, а затем ещё в двух. Сериал получил негативные отзывы критиков и фанатов и в итоге был закрыт после первого же сезона из 10 серий.

## Награды
- 1990 — Премия «Эдгар»